# الإندونيسيون في اليابان
الإندونيسيون في اليابان (باليابانية: 在日インドネシア人)، (بالإندونيسية: orang Indonesia di Jepang) هم الشعب الإندونيسي المتواجد في اليابان. يشكل الشعب الإندونيسي أكبر مجموعة مهاجرين في اليابان من دولة ذات أغلبية مسلمة. اعتبارًا من عام 2007 ، سجلت الحكومة اليابانية 30620 مقيمًا قانونيًا يحملون الجنسية الإندونيسية وتقدر أن 4947 آخرين كانوا يعيشون في البلاد بشكل غير قانوني. 